# Suter MMX2
Suter MMX2 — гоночний мотоцикл, що з 2012 року випускається швейцарською компанією «Suter Racing Technology» для участі у чемпіонаті світу з шосейно-кільцевих мотоперегонів MotoGP в класі Moto2. На цьому мотоциклі Марк Маркес став чемпіоном світу у сезоні 2012.
У 2010 році вартість комплекту мотоциклів MMX для двох гонщиків становила 200 000 €.

## Особливості будови
Рама мотоциклу була розроблена у 2009 році швейцарським ательє Suter Racing Technology. З запровадженням у 2010 році класу Moto2 вона була дещо модифікована під стандарти єдиного двигуна класу Honda CBR600RR. Верхні промені охоплюють двигун з обох боків і сходяться на рульовій колонці, що забезпечує необхідну жорсткість та стабільність мотоцикла на швидкісних прямих та гнучкість на віражах, а також при гальмуванні.